# Виноградов, Альберт Михайлович
Альбе́рт Миха́йлович Виногра́дов (10 февраля 1936, Свердловск — 4 апреля 2023) — советский и российский геофизик, первооткрыватель месторождения «Осеннее» (Cu) (Оренбургская область). Доктор геолого-минералогических наук, профессор Уральского Государственного Горного Университета.

## Деятельность
В 1959 году окончил Свердловский  горный институт. В 1970 году защитил кандидатскую, а в 1994 году докторскую диссертацию.
С 1965 года — начальник Тематической партии Оренбургского геологического управления МГ РСФСР. В 1974—1987 годы руководитель отдела рудной геофизики во ВНИИГИС МГ СССР (г. Октябрьский, БАССР). В 1987 году начинает работать в лаборатории региональной геофизики Института геофизики УФАН АН СССР. В 2013 году переходит на работу в Уральский Государственный Горный Университет на должность профессора кафедры геофизики.
В монографии «Геополя и колчеданы Южного Урала» Виноградов сформулировал технологию геофизического обеспечения прогнозирования и поисков колчеданных месторождений на Южном Урале. В 2016 году выходит очередная монография «Геополя и колчеданы Южного Урала (геофизический аспект)», в которой на основе анализа данных по колчеданным районам Южного Урала описана история применения геофизических методов при выявлении закономерности размещения и отражения месторождений в физических полях.

## Научные публикации

### Монографии
- Виноградов А. М. Геополя и колчеданы Южного Урала. — 2004. — 186 с. — ISBN 5-7691-1465-7.
- Виноградов А. М. Геополя и колчеданы Южного Урала (геофизический аспект). — Екатеринбург: УГГУ, 2016. — ISBN 978-5-8019-0379-8.

### Статьи
- Виноградов А. М., Малышев А. И. Факторы и критерии прогноза, направление и методика поисков крупных колчеданных месторождений на Урале // Литосфера : журнал. — 2014. — № 5. — С. 90—109.
- Виноградов А. М., Сапожников В. М. Алгоритмическое представление процесса интерпретации геополей // Известия Уральского государственного горного университета : журнал. — 2014. — № 1 (33). — С. 5—11.
- Виноградов А. М., Сапожников В. М. О методологических установках интерпретации геополей // Известия Уральского государственного горного университета : журнал. — 2013. — № 2 (30). — С. 5—14.
- Бушарина С. В., Виногадов А. М., Угрюмов И. А., Фомин Т. Л. Левобережное медноколчеданное месторождение (геофизический аспект) // Уральский геофизический вестник : журнал. — 2009. — № 2. — С. 17—24.